# Prisopus minimus
Prisopus minimus är en insektsart som beskrevs av Lucien Chopard 1911. Prisopus minimus ingår i släktet Prisopus och familjen Prisopodidae. Inga underarter finns listade i Catalogue of Life.